# David González (Leichtathlet)
David González (* 3. Oktober 2003) ist ein spanischer Leichtathlet, der sich auf den Hochsprung spezialisiert hat.

## Sportliche Laufbahn
Erste internationale Erfahrungen sammelte David González im Jahr 2025, als er bei der 1. Liga der Team-Europameisterschaft in Madrid mit übersprungenen 2,21 m das B-Finale für sich entschied. Anschließend belegte er bei den U23-Europameisterschaften in Bergen mit 2,16 m den siebten Platz.
2024 wurde González spanischer Meister im Hochsprung im Freien sowie 2025 in der Halle.